# Driedaagse De Panne - Koksijde 2010
La Driedaagse De Panne - Koksijde 2010 (it.: Tre giorni di La Panne - Koksijde), trentaquattresima edizione della corsa, si svolse in due tappe e due semitappe dal 30 marzo al 1º aprile 2010 per un percorso di 512,8 km. Fu vinta dal britannico David Millar, che terminò la gara in 12h20'36" alla media di 41,545 km/h.
Al traguardo di De Panne furono 100 i ciclisti che completarono la gara.

## Tappe
| Tappa  | Data      | Percorso                     | km     | Vincitore di tappa | Leader cl. generale |
| ------ | --------- | ---------------------------- | ------ | ------------------ | ------------------- |
| 1ª     | 30 marzo  | Middelkerke > Oudenaarde     | 198    | Steve Chainel      | Steve Chainel       |
| 2ª     | 31 marzo  | Zottegem > Koksijde          | 214    | Sébastien Turgot   | Luca Paolini        |
| 3ª-1ª  | 1º aprile | De Panne > De Panne          | 112    | Tyler Farrar       | Luca Paolini        |
| 3ª-2ª  | 1º aprile | De Panne (cron. individuale) | 14,75  | David Millar       | David Millar        |
| Totale | Totale    | Totale                       | 538,75 |                    |                     |

## Squadre e corridori partecipanti
| N.      | Cod. | Squadra             |
| ------- | ---- | ------------------- |
| 1-8     | LIQ  | Liquigas-Doimo      |
| 11-18   | OLO  | Omega Pharma-Lotto  |
| 21-28   | THR  | Team HTC-Columbia   |
| 31-38   | QST  | Quick Step          |
| 41-48   | AST  | Astana Team         |
| 51-58   | KAT  | Team Katusha        |
| 61-68   | GRM  | Garmin-Transitions  |
| 71-78   | LAM  | Lampre-Farnese Vini |
| 81-88   | EUS  | Euskaltel-Euskadi   |
| 91-98   | BMC  | BMC Racing Team     |
| 101-108 | SKS  | Skil-Shimano        |

| N.      | Cod. | Squadra                      |
| ------- | ---- | ---------------------------- |
| 111-118 | VAC  | Vacansoleil Pro Cycling Team |
| 121-128 | CMO  | Carmiooro-N.G.C.             |
| 131-138 | ASA  | Acqua & Sapone               |
| 141-148 | LAN  | Landbouwkrediet              |
| 151-158 | BBO  | Bbox Bouygues Telecom        |
| 161-168 | COF  | Cofidis                      |
| 171-178 | COG  | Colnago-CSF Inox             |
| 181-188 | TSV  | Topsport Vlaanderen-Mercator |
| 191-198 | VBG  | Vorarlberg-Corratec          |
| 201-208 | SKT  | An Post-Sean Kelly Team      |
| 211-218 | WIL  | Verandas Willems             |

## Dettagli delle tappe

### 1ª tappa
- 30 marzo: Middelkerke > Oudenaarde – 198 km

Risultati
| Pos. | Corridore         | Squadra       | Tempo    |
| ---- | ----------------- | ------------- | -------- |
| 1    | Steve Chainel     | Bouygues Tel. | 4h34'28" |
| 2    | Luca Paolini      | Acqua & Sap.  | s.t.     |
| 3    | Enrico Gasparotto | Astana Team   | s.t.     |

| Pos. | Corridore         | Squadra       | Tempo    |
| ---- | ----------------- | ------------- | -------- |
| 1    | Steve Chainel     | Bouygues Tel. | 4h34'18" |
| 2    | Luca Paolini      | Acqua & Sap.  | a 4"     |
| 3    | Enrico Gasparotto | Astana Team   | a 6"     |

### 2ª tappa
- 31 marzo: Zottegem > Koksijde – 214 km

Risultati
| Pos. | Corridore        | Squadra       | Tempo    |
| ---- | ---------------- | ------------- | -------- |
| 1    | Sébastien Turgot | Bouygues Tel. | 4h55'07" |
| 2    | Philippe Gilbert | Omega Pharma  | s.t.     |
| 3    | Andrij Hrivko    | Astana Team   | s.t.     |

| Pos. | Corridore         | Squadra         | Tempo    |
| ---- | ----------------- | --------------- | -------- |
| 1    | Luca Paolini      | Acqua & Sap.    | 9h30'10" |
| 2    | Andrij Hrivko     | Astana Team     | s.t.     |
| 3    | Frédéric Amorison | Landbouwkrediet | a 9"     |

### 3ª tappa-1ª semitappa
- 1º aprile: De Panne > De Panne – 112 km

Risultati
| Pos. | Corridore        | Squadra      | Tempo    |
| ---- | ---------------- | ------------ | -------- |
| 1    | Tyler Farrar     | Garmin       | 2h31'30" |
| 2    | Robert Wagner    | Skil-Shimano | s.t.     |
| 3    | Kenny van Hummel | Skil-Shimano | s.t.     |

| Pos. | Corridore         | Squadra         | Tempo     |
| ---- | ----------------- | --------------- | --------- |
| 1    | Luca Paolini      | Acqua & Sap.    | 12h01'40" |
| 2    | Andrij Hrivko     | Astana Team     | s.t.      |
| 3    | Frédéric Amorison | Landbouwkrediet | a 9"      |

### 3ª tappa-2ª semitappa
- 1º aprile: De Panne – Cronometro individuale – 14,75 km

Risultati
| Pos. | Corridore     | Squadra     | Tempo  |
| ---- | ------------- | ----------- | ------ |
| 1    | David Millar  | Garmin      | 18'44" |
| 2    | Lieuwe Westra | Vacansoleil | a 5"   |
| 3    | Svein Tuft    | Garmin      | a 24"  |

| Pos. | Corridore     | Squadra      | Tempo     |
| ---- | ------------- | ------------ | --------- |
| 1    | David Millar  | Garmin       | 12h20'36" |
| 2    | Andrij Hrivko | Astana Team  | a 35"     |
| 3    | Luca Paolini  | Acqua & Sap. | a 1'07"   |

## Evoluzione delle classifiche
| Tappa              | Vincitore          | Classifica generale | Classifica a punti | Classifica scalatori | Classifica sprint | Classifica a squadre         |
| ------------------ | ------------------ | ------------------- | ------------------ | -------------------- | ----------------- | ---------------------------- |
| 1ª                 | Steve Chainel      | Steve Chainel       | Steve Chainel      | Floris Goesinnen     | Thomas De Gendt   | Liquigas-Doimo               |
| 2ª                 | Sébastien Turgot   | Luca Paolini        | Luca Paolini       | Floris Goesinnen     | Andrij Hrivko     | Vacansoleil Pro Cycling Team |
| 3ª-1ª              | Tyler Farrar       | Luca Paolini        | Luca Paolini       | Floris Goesinnen     | Andrij Hrivko     | Vacansoleil Pro Cycling Team |
| 3ª-2ª              | David Millar       | David Millar        | Luca Paolini       | Floris Goesinnen     | Andrij Hrivko     | Vacansoleil Pro Cycling Team |
| Classifiche finali | Classifiche finali | David Millar        | Luca Paolini       | Floris Goesinnen     | Andrij Hrivko     | Vacansoleil Pro Cycling Team |

## Classifiche della corsa

### Classifica generale - Maglia bianca
| Pos. | Corridore         | Squadra         | Tempo     |
| ---- | ----------------- | --------------- | --------- |
| 1    | David Millar      | Garmin          | 12h20'36" |
| 2    | Andrij Hrivko     | Astana Team     | a 35"     |
| 3    | Luca Paolini      | Acqua & Sap.    | a 1'07"   |
| 4    | Frédéric Amorison | Landbouwkrediet | a 1'25"   |
| 5    | Lieuwe Westra     | Vacansoleil     | a 2'16"   |
| 6    | Jens Mouris       | Vacansoleil     | a 2'26"   |
| 7    | Hayden Roulston   | HTC-Columbia    | a 2'44"   |
| 8    | Sébastien Turgot  | Bouygues Tel.   | a 2'45"   |
| 9    | Nikolaj Trusov    | Team Katusha    | a 2'58"   |
| 10   | Manuel Quinziato  | Liquigas-Doimo  | a 2'59"   |

### Classifica a punti - Maglia verde
| Pos. | Corridore        | Squadra       | Punti |
| ---- | ---------------- | ------------- | ----- |
| 1    | Luca Paolini     | Acqua & Sap.  | 33    |
| 2    | David Millar     | Garmin        | 22    |
| 3    | Andrij Hrivko    | Astana Team   | 22    |
| 4    | Sébastien Turgot | Bouygues Tel. | 20    |
| 5    | Lieuwe Westra    | Vacansoleil   | 19    |

### Classifica scalatori - Maglia rossa
| Pos. | Corridore         | Squadra         | Punti |
| ---- | ----------------- | --------------- | ----- |
| 1    | Floris Goesinnen  | Skil-Shimano    | 36    |
| 2    | Andrij Hrivko     | Astana Team     | 25    |
| 3    | Bert Scheirlinckx | Landbouwkrediet | 20    |
| 4    | Frédéric Amorison | Landbouwkrediet | 5     |
| 5    | Bart Dockx        | Landbouwkrediet | 4     |

### Classifica sprint - Maglia azzurra
| Pos. | Corridore       | Squadra      | Punti |
| ---- | --------------- | ------------ | ----- |
| 1    | Andrij Hrivko   | Astana Team  | 6     |
| 2    | Thomas De Gendt | Topsport Vl. | 6     |
| 3    | Lieuwe Westra   | Vacansoleil  | 3     |
| 4    | Bobbie Traksel  | Vacansoleil  | 3     |
| 5    | Jens Mouris     | Vacansoleil  | 3     |

### Classifica a squadre
| Pos. | Squadra                          | Tempo     |
| ---- | -------------------------------- | --------- |
| 1    | Vacansoleil-DCM Pro Cycling Team | 37h09'43" |
| 2    | Team Katusha                     | a 6'10"   |
| 3    | Garmin-Transitions               | a 13'57"  |
| 4    | Bbox Bouygues Telecom            | a 16'39"  |
| 5    | Landbouwkrediet                  | a 20'31"  |